# Кеннеди, Мэттью
Мэ́ттью Ке́ннеди (англ. Matthew Kennedy; род. 1 ноября 1994, Эрвин) — североирландский и шотландский футболист, полузащитник и нападающий клуба «Килмарнок» и национальной сборной Северной Ирландии.

## Клубная карьера
Мэттью Кеннеди является воспитанником футбольного клуба «Килмарнок». Дебют игрока в главной команде «килли» состоялся 19 ноября 2011 года в гостевом матче против «Хиберниана». Всего же в сезоне 2011/12 Кеннеди принял участие в 11 играх чемпионата Шотландии, в большинстве из которых выходил на замену.
В начале следующего сезона Кеннеди сыграл в трёх матчах «Килмарнока», после чего 31 августа 2012 года перешёл в клуб английской Премьер-лиги «Эвертон», подписав контракт на 3 года.
9 января 2014 года Кеннеди на правах аренды перебрался в клуб «Транмир Роверс». Дебют игрока в «Транмире» состоялся 11 января в поединке против «Уолсолла», а всего за команду он отыграл в 8 матчах. 26 марта 2014 года на правах аренды до конца сезона перешёл в «Милтон-Кинс Донс». За эту команду он сыграл в семи матчах и забил один гол.
8 августа 2014 года Кеннеди на правах аренды до января перешёл в шотландский «Хиберниан», который немногим ранее возглавил экс-тренер резервной команды «Эвертона» Алан Стаббс. За клуб из Эдинбурга Кеннеди отыграл в 13 матчах, после чего 5 января 2015 года вернулся в «Эвертон».
2 февраля 2014 года Кеннеди перешёл в клуб чемпионшипа «Кардифф Сити». В 25 января 2015 года полузащитник перешёл в «Порт Вейл» в правах аренды.

## Карьера в сборной
Кеннеди выступал за различные юношеские сборные Шотландии. С 2012 года выступает за национальную команду, составленную из игроков не старше 19 лет.

## Статистика выступлений
| Клуб             | Сезон            | Лига | Лига | Кубки | Кубки | Еврокубки | Еврокубки | Прочее | Прочее | Итого | Итого |
| Клуб             | Сезон            | Игры | Голы | Игры  | Голы  | Игры      | Голы      | Игры   | Голы   | Игры  | Голы  |
| ---------------- | ---------------- | ---- | ---- | ----- | ----- | --------- | --------- | ------ | ------ | ----- | ----- |
| Килмарнок        | 2011/12          | 11   | 0    | 0     | 0     | 0         | 0         | 0      | 0      | 11    | 0     |
| Килмарнок        | 2012/13          | 3    | 0    | 0     | 0     | 0         | 0         | 0      | 0      | 3     | 0     |
| Килмарнок        | Итого            | 14   | 0    | 0     | 0     | 0         | 0         | 0      | 0      | 14    | 0     |
| Транмир Роверс   | 2013/14          | 8    | 0    | 0     | 0     | 0         | 0         | 0      | 0      | 8     | 0     |
| Транмир Роверс   | Итого            | 8    | 0    | 0     | 0     | 0         | 0         | 0      | 0      | 8     | 0     |
| Милтон-Кинс Донс | 2013/14          | 7    | 1    | 0     | 0     | 0         | 0         | 0      | 0      | 7     | 1     |
| Милтон-Кинс Донс | Итого            | 7    | 1    | 0     | 0     | 0         | 0         | 0      | 0      | 7     | 1     |
| Хиберниан        | 2014/15          | 13   | 0    | 3     | 1     | 0         | 0         | 0      | 0      | 16    | 1     |
| Хиберниан        | Итого            | 13   | 0    | 3     | 1     | 0         | 0         | 0      | 0      | 16    | 1     |
| Кардифф Сити     | 2014/15          | 0    | 0    | 0     | 0     | 0         | 0         | 0      | 0      | 0     | 0     |
| Кардифф Сити     | Итого            | 0    | 0    | 0     | 0     | 0         | 0         | 0      | 0      | 0     | 0     |
| Всего за карьеру | Всего за карьеру | 42   | 1    | 3     | 1     | 0         | 0         | 0      | 0      | 45    | 2     |